# Wasmannister rufus
Wasmannister rufus är en skalbaggsart som beskrevs av Bruch 1929. Wasmannister rufus ingår i släktet Wasmannister och familjen stumpbaggar. Inga underarter finns listade i Catalogue of Life.